# Huonodon hectori
Huonodon hectori är en snäckart som först beskrevs av Suter 1890.  Huonodon hectori ingår i släktet Huonodon och familjen Charopidae. Inga underarter finns listade i Catalogue of Life.